# Esporte a motor
Esporte a motor ou esportes motorizados (português brasileiro) ou desportos motorizados (português europeu) podem ser classificados como modalidades esportivas que envolvem essencialmente o uso de veículos motorizados para competições de corridas ou não.

## Corrida a motor

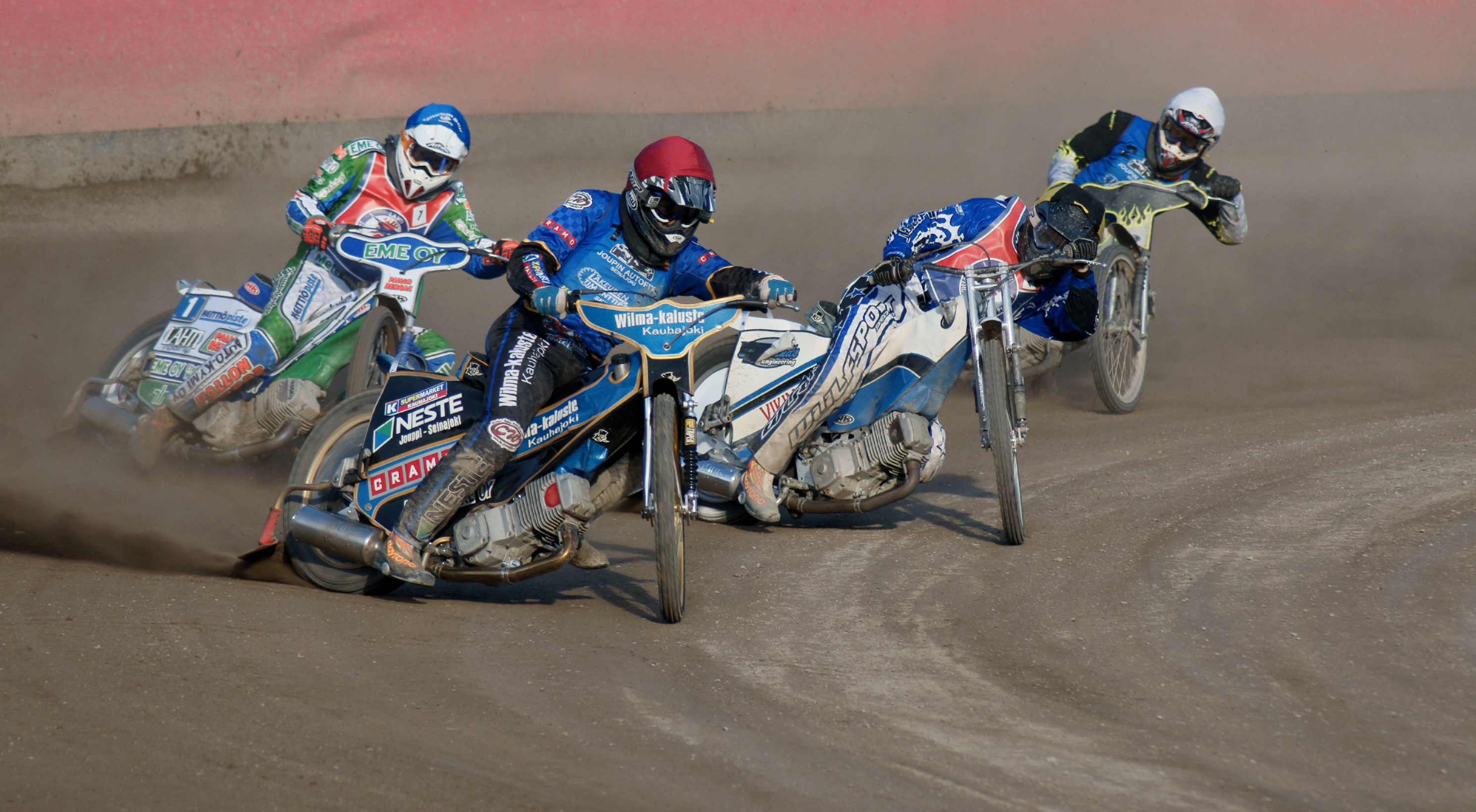
Motociclistas em competição

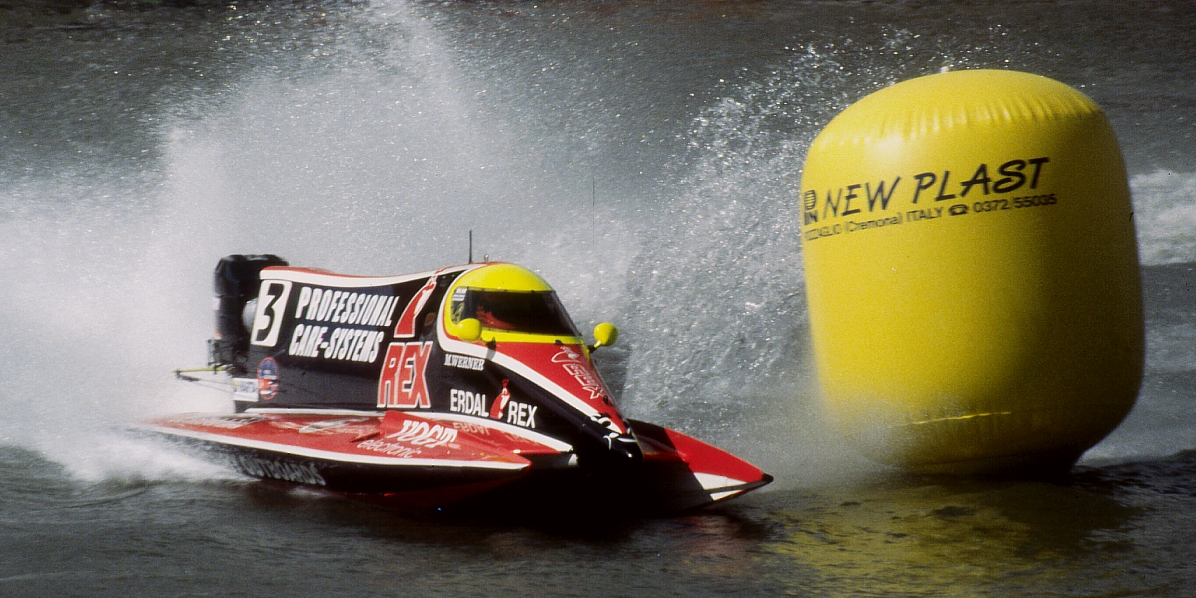
Lancha contornando uma bóia

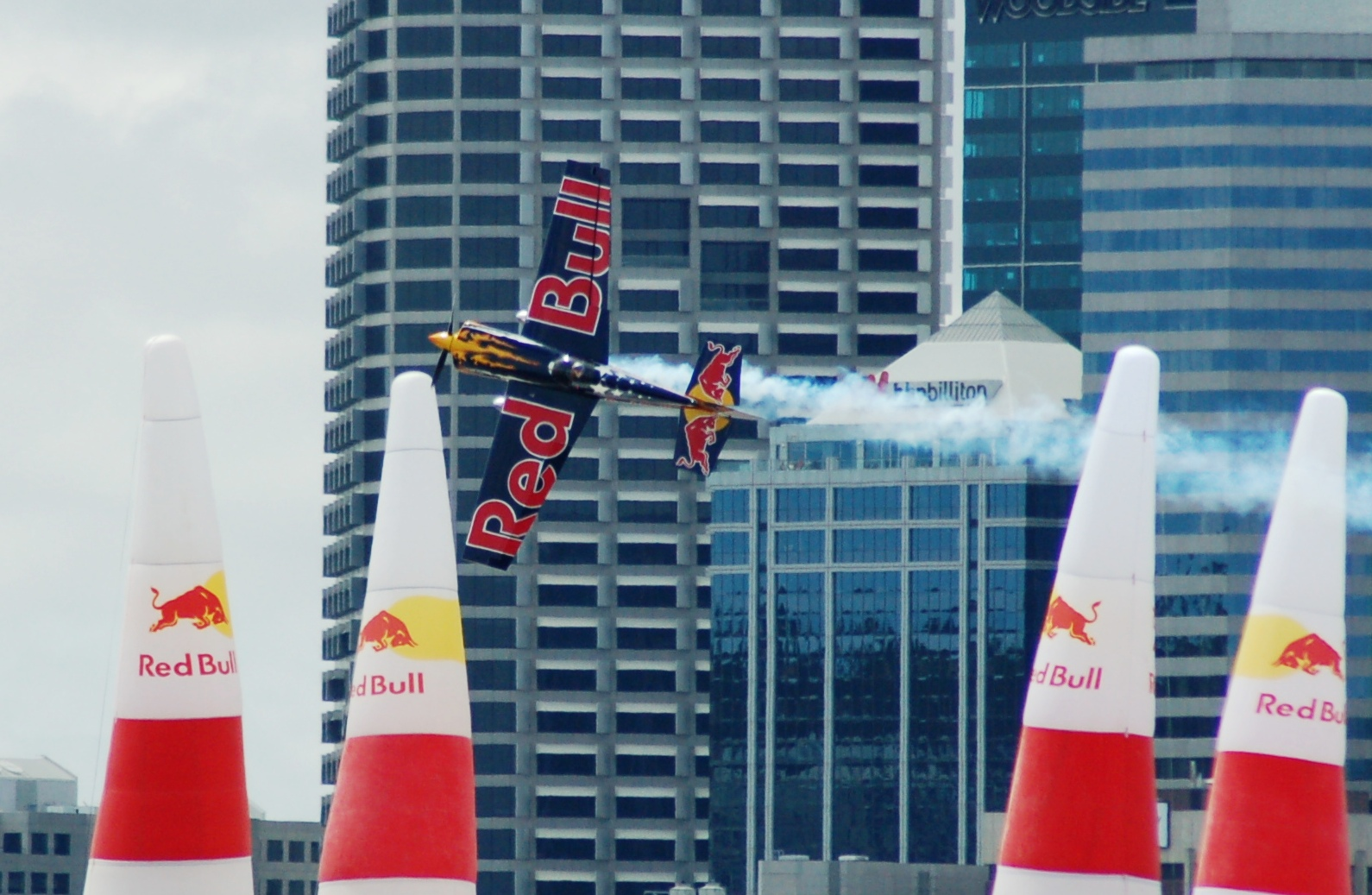
Corrida Aérea. Os pilotos passam por pilões especiais, conhecidos como "air gates".

Corrida da motor é um subgrupo que envolve competidores de corrida entre si.
Modalidades de corrida a motor:
- Automobilismo
- Motociclismo
- Corrida aérea
- Motonáutica
- Corrida de caminhões
- Corrida de cortador de grama

## Esporte a motor sem corrida
Modalidades de esporte a motor que não envolvem corrida incluem drift, moto trial, motocross freestyle e Tractor pulling.

## Olimpíada
Os Desportos a Motor nos Jogos Olímpicos fizeram-se presentes em 4 Jogos Olímpicos de Verão, a maioria como desportos de demonstração (apenas os eventos de Motonáutica nos Jogos Olímpicos de Verão de 1908 fizeram parte do programa oficial dos Jogos).